# Oakham
Oakham là county town (hạt lỵ) của Rutland, vùng East Midlands, Anh, nằm cách Leicester 25 dặm (40,2 km) về phía đông, cách Nottingham 28 dặm (45,1 km) về phía đông-nam, cách Peterborough 23 dặm (37,0 km) về phía tây. Nó có dân số 10.922 người theo thống kê 2011. Oakham nằm trong Vale of Catmose, về phía tây Rutland Water (một trong những hồ nhân tạo rộng nhất châu Âu). Độ cao biến thiên từ 325 ft (99 m) đến 400 ft (120 m) trên mực nước biển.